# Mario Maurer
Pour les articles homonymes, voir Maurer.
Mario Maurer (en Thaï : มาริโอ้ เมาเร่อ), né le 4 décembre 1988 à Bangkok, est un modèle, chanteur et acteur thaïlandais.

## Biographie

### Jeunesse
Mario Maurer est né à Bangkok le 4 décembre 1988, il a étudié à la Saint Dominique School à Bangkok puis à la Ramkhamhaeng University, avec pour spécialisation l'art de la communication.

### Carrière
Lorsque Maurer avait 16 ans, il a été approché à Siam Square pour faire un essai comme mannequin. Il a commencé à poser pour des photos et à tourner dans des vidéoclips et des publicités. En 2007, il a fait ses débuts d'acteur dans The Love of Siam, réalisé par Chukiat Sakweerakul, avec laquelle il a reçu deux prix du meilleur acteur. Le rôle de "Tong", un homosexuel, lui a apporté de nombreuses récompenses et la gloire instantanée au-delà des frontières de la Thaïlande. Mais il a dit : « Je n'avais pas envie de faire ça : être acteur n'était pas sur ma liste de choses à faire. » Il a décidé de faire le film parce qu'il faisait confiance au directeur Chukiat et aussi parce que le film lui donnerait beaucoup d'opportunités : il devait gagner de l'argent pour aider sa famille.
Néanmoins, la plupart des critiques ont été très positives. Lorsqu'on l'interroge sur ses scènes de baisers avec Witwisit Hirunwongkul dans The Love of Siam (รักแห่งสยาม), Maurer a dit : « J'étais nerveux. Je n'ai jamais embrassé un homme et embrasser n'est pas quelque chose que vous faites chaque jour. » Maurer a été nommé pour un Asian Film Awards dans la catégorie du meilleur second rôle pour sa performance dans The Love of Siam, mais a perdu au profit de Sun Honglei pour le film Mongol. Il a remporté le prix du meilleur acteur dans la catégorie film de l'Asie du Sud lors de la 10e Cinemanila International Film Festival.
Il a remporté le prix du Meilleur acteur aux Starpics Thai Films Awards et a également été en nomination aux Bangkok Critics Assembly et aux Star Entertainment Awards.
Le réalisateur Bhandit Rittakol avait approché Maurer pour Boonchu 9, mais il s'était engagé sur d'autres projets. Il a joué en 2008 dans le film de Chatchai Naksuriya, Friendship (เฟรนด์ชิพ เธอกับฉัน). Celui-ci se déroule aux alentours de 1983, Maurer donnant la réplique à Apinya Sakuljaroensuk.
La notoriété de Mario Maurer a continué de grandir avec First Love (สิ่งเล็กเล็ก ที่เรียกว่า...รัก / Sing lek lek tee reak wa...rak / A little thing called love / Crasy Little Thing Called Love) en 2010 et avec le phénoménal Pee Mak ( พี่มาก / พี่มาก..พระโขนง / Pee Mak ...Phra Khanong) en 2013.
Le musée de cire Madame Tussauds de Bangkok a créé une figure de cire à l'effigie de Mario Maurer.

## Filmographie
- 2007 : The Love of Siam

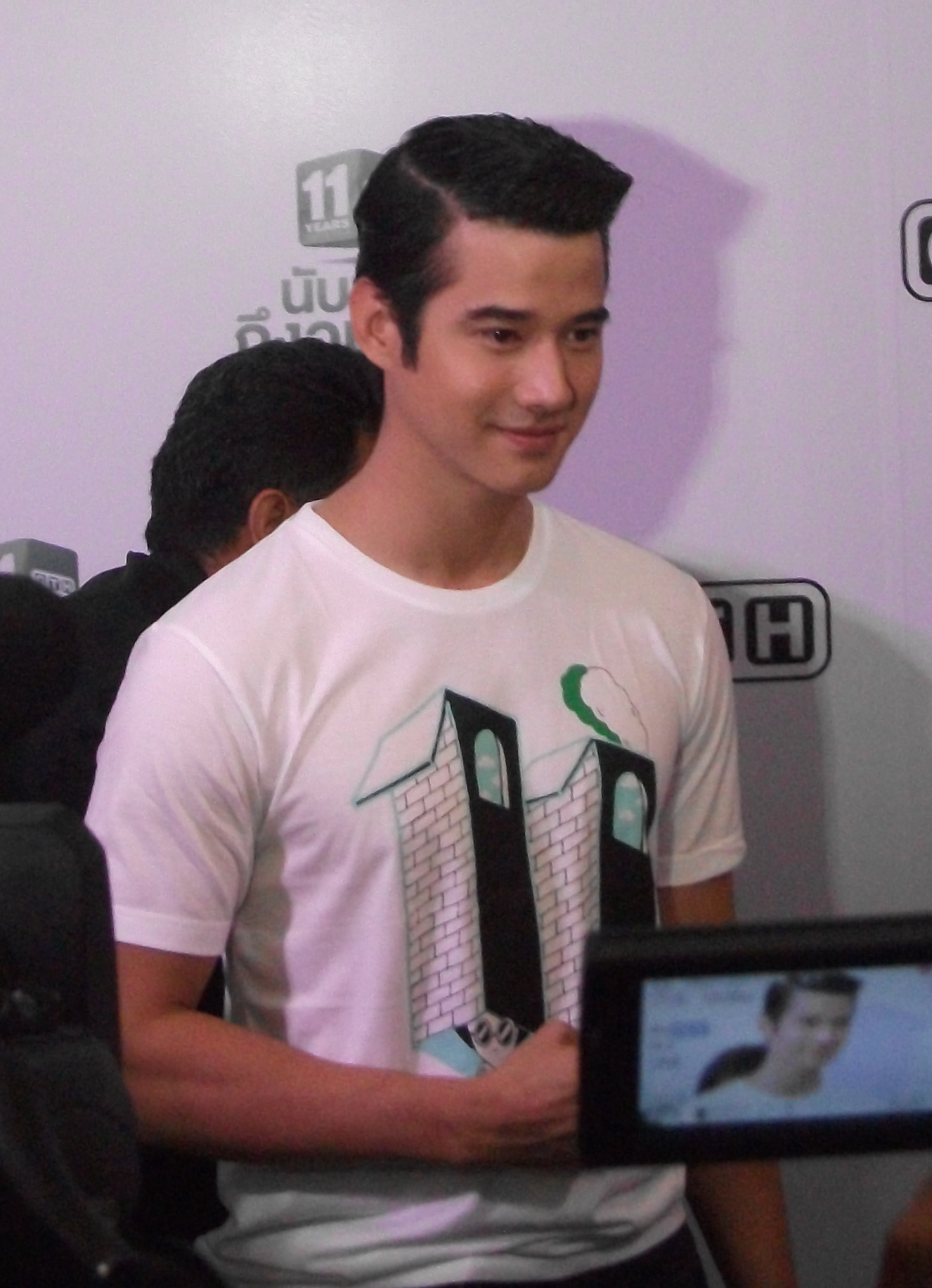
Mario Maurer en 2015

- 2008 : Friendship avec Apinya Sakuljaroensuk
- 2008 : 4 Romance
- 2009 : Rahtree Reborn
- 2010 : Saranae Silbor
- 2010 : First Love (A Little Thing Called Love) avec Pimchanok Luexisadpaibul
- 2010 :The Dog
- 2010 : Saranae Hen Pee
- 2011 : Bangkok Kung Fu
- 2011 : The Outrage
- 2012 : Friends Never Die / My True Friend[2] / มึงกู เพื่อนกันจนวันตาย
- 2012 : Love On That Day
- 2012 : Jan Dara : The Begining
- 2012 : Rak Kerd Nai Talad Sode
- 2012 : Suddenly, It's Magic avec Erich Gonzales
- 2013 : Jan Dara: The finale
- 2013 : Pee Mak Phra Khanong avec Davika Hoorne
- 2016 : Take Me Home (สุขสันต์วันกลับบ้าน)[3]
- 2017 : Saranae Love You (สาระแน เลิฟยูววว)